# Manuel María Ponce
Pour les articles homonymes, voir Ponce (homonymie).
 (juin 2024).
Si vous disposez d'ouvrages ou d'articles de référence ou si vous connaissez des sites web de qualité traitant du thème abordé ici, merci de compléter l'article en donnant les références utiles à sa vérifiabilité et en les liant à la section « Notes et références ».
Manuel Maria Ponce, né le 8 décembre 1882 à Zacatecas et mort le 24 avril 1948 à Mexico, est un compositeur mexicain.

## Biographie

### Premiers pas
La famille de Manuel Ponce, quelques semaines seulement après sa naissance à Fresnillo, Zacatecas, déménagea pour la ville d'Aguascalientes, où ils demeurèrent jusqu'à ce que Manuel atteigne l'âge de 15 ans.
Il semble avoir très tôt été un véritable phénomène de la musique; selon ses biographes, il avait à peine trois ans lorsqu'ayant assisté à un cours de piano de sa sœur Josefina, il s'assit au piano et joua sans plus de difficulté une des pièces qu'il venait d'entendre. Aussitôt, ses parents décidèrent de lui faire donner des cours de piano et de solfège.

### Les années de voyage
En 1901, Ponce entra au Conservatoire National de Musique, avec déjà une certaine réputation comme pianiste et compositeur. Il resta au Conservatoire jusqu'en 1903, année où il retourna à Aguascalientes. Ce n'était que le début de ses pérégrinations. En 1904 il se rendit en Italie pour effectuer des études supérieures de musique au Conservatoire Giovanni Battista Martini de Bologne.
Il étudia ensuite en Allemagne entre 1906 et 1908.

### Les années au Conservatoire national
Après plusieurs années à l'étranger, Ponce retourna au Mexique pour y enseigner le piano et l'histoire de la musique, à nouveau au Conservatoire National de Musique, de 1909 à 1915 et de 1917 à 1922. Il interrompit ces fonctions d'enseignant pour un voyage de deux ans à La Havane, à Cuba de 1915 à 1917.
En 1912, il composa Estrellita (petite étoile).
La même année, Ponce donna un concert mémorable de musique populaire mexicaine au Théâtre Arbeau qui, bien que causant un scandale auprès des partisans de la musique classique européenne, constitua un jalon important de la reconnaissance du patrimoine national.
Grâce à son efficace activité de promotion de la musique de son pays et avec des mélodies comme Estrellita, A la orilla de un palmar, Alevántate, La Pajarera, Marchita el Alma et Una Multitud Más, Ponce acquit le titre de créateur de la chanson mexicaine moderne. Il est aussi le premier compositeur de musique populaire à avoir exporté sa musique: Estrellita, par exemple, a été inscrite au répertoire de beaucoup d'orchestres et de nombreux chanteurs dans le monde entier, les interprètes eux-mêmes ignorant souvent l'origine et le compositeur de cette chanson.
Il était marié à Mme Clema Ponce, auprès de laquelle il mourut à Mexico, Mexique. Il avait auparavant reçu le Prix National des Arts et Sciences.
Il fut enterré dans la Maison ronde des hommes illustres au Pantheon de Dolores de Mexico. Une plaque commémorative en son honneur a été posée par l'état d'Aguascalientes à la base d'une colonne, près d'une fontaine provenant d'un ruisseau dédié à ce poète de la musique, dans la ville de son enfance et de sa jeunesse Aguascalientes, là-même où il avait commencé l'étude de la musique.

## Musique
Ponce a écrit de la musique pour instrument seul, musique de chambre et orchestre. Ses partitions pour piano et guitare représentent l'essentiel de ses œuvres pour instrument seul si l'on considère les pièces qui nous sont connues.

### Guitare
Le répertoire pour guitare de Ponce est au cœur du répertoire de cet instrument, les œuvres les plus connues étant les Variations et fugue sur la Folia (1929) et la Sonatina meridional (1939). Il a également écrit un concerto pour guitare, le Concierto del sur dédié à son ami et guitariste virtuose Andrés Segovia.
- Sonata mexicana (1925)
- Thème varié et Finale (1926)
- Sonata III (1927)
- Sonata clásica (1928)
- Sonata romántica (1928)
- Suite en La (1929)
- Variations et fugue sur la Folia  (1929)
- Hommage à Tarrega (1931)
- Sonatina meridional (1932)
- Variaciones sobre un tema de Antonio de Cabezón (1948)
- 24 preludios (1929)
- Tres canciones populares mexicanas
- Sherzino Mexicano

#### Pièces d'abord connues sous de fausses attributions
- Suite en la mineur: cette suite s'inspirant de la musique baroque a été composée à la demande d'Andrès Segovia pour un concert commun avec le violoniste Kreisler, qui avait déjà utilisé le subterfuge d'un faux compositeur pour jouer des pièces qu'il avait lui-même composées. La suite en la mineur, devait d'abord être attribuée à Bach, mais Segovia craignant que cela ne fut trop facile à déjouer choisit le compositeur luthiste Sylvius Leopold Weiss, moins connu. La pièce fut publiée sous cette attribution et resta ainsi plusieurs années.
- Suite Antigua; il s'agit à nouveau d'une demande de Segovia, qui présenta cette  fois l'œuvre comme un arrangement par ses soins de sonates de Scarlatti.
- Ballet et Allegretto, toujours à la demande de Segovia.

- (en) Un site consacré aux pastiches de Ponce (en)

### Piano
- Balada Mexicana (1914)
- Gavotte et Musette
- Intermezzo No.1
- Intermezzo No.2
- Intermezzo No.3
- Malgré tout (left hand alone)
- Piano Sonata No.1
- Piano Sonata No.2
- Preludios Ecadenados
- Serenata Frivola
- Tema Mexicano Variado
- Two Danzas No.1 Mexicana
- Two Danzas No.2 Cubana
- Insomnio
- La barca del marino Marchita el alma
- Romanza de amor
- Preludio para la mano izquierda sola
- Estudio de concierto No.1 Preludio trágico
- First Rapsodia Mexicana
- Second Rapsodia Mexicana
- Transcription of Moschele's Etude Op.70 No.1
- Estrellita Metamorfosis de Concierto
- Estrellita
- Scherzino Maya
- Scherzino Mexicano
- Deux etudes
- 3 Mazurkas de salon
- 20 Mazurkas

### Chansons
- Estrellita (1912)
- A la orilla de un palmar
- Alevántate
- Marchita el Alma
- La Pajarera
- Una Multitud Mas

### Musique de chambre
- Trio Romántico, pour violon, violoncelle et piano.
- Sonata, pour guitare et clavecin
- Sonata a dúo (Sonate en duo) pour violon et alto (1936–1938)

### Œuvres pour orchestre
- Chapultepec, 3 esquisses symphoniques (1929, rév. 1934)
- Estampas Nocturnas pour orchestre à cordes en 4 mouvements (1932)
- Danza de los antiquos Mexicanos (1933)
- Poema Elegíaco (1935)
- Instantaneas Mexicanas, 6 pièces brèves (1938)
- Ferial, poème symphonique (1940)

#### Concertos
- Concerto Romantico pour piano et orchestre en fa dièse mineur (1910)
- Concierto del Sur pour guitare et orchestre (1941)
- Concerto pour violon (1943)